# Palacio de La Colina
El palacio de La Colina es un palacio de estilo barroco construido en 1759 en Gama, municipio de Bárcena de Cicero, (Cantabria, España). Fue mandado construir por Juan Antonio de la Colina y está compuesto por una imponente portalada con torre y casona escudada.

## Historia
Fue mandado construir en 1759, por Juan Antonio de la Colina, que fue Apostadero de La Habana y que se distinguió en la defensa del castillo del Morro de La Habana, frente a los británicos, siendo comandante del navío de línea Santísima Trinidad.

## Descripción
El edificio principal tiene planta rectangular, con dos alturas y cubierta a dos aguas. La fachada principal es de sillería estando orientada al Sur. Tiene una puerta en el piso inferior y un balcón central de hierro forjado, con antepecho moldurado y a los lados dos escudos con las armas de la familia fundadora.
La torre, anexa al edificio, tiene tres alturas, con fachada principal orientada al Este. Consta de una portada en arco de medio punto que da acceso al zaguán. En el piso medio hay dos balcones volados con antepechos y balcón corrido en el piso superior y tiene un desván con pequeños óculos unidos por una imposta lisa.
En el interior destaca un gran salón con chimenea, situado en la segunda planta, así como la amplitud y variedad de estancias y dormitorios. Carece de capilla.
La monumental portalada está formada por dos cuerpos, el primero con arco de medio punto entre cubos rematados por bolas y el segundo constituido por un ático en el que se encuentra uno de los escudos del palacio, todo ello rematado por un frontón curvo y sobre él, una cruz.
Este escudo está montado sobre un ancla y atributos navales. Representa una torre sobre ondas de mar, las armas de Colina.